# Pellerey
Pellerey ist eine französische Gemeinde mit 81 Einwohnern (Stand: 1. Januar 2022) im Département Côte-d’Or in der Region Bourgogne-Franche-Comté (vor 2016 Bourgogne). Sie gehört zum Arrondissement Dijon und zum Kanton Is-sur-Tille. Die Einwohner werden Pilariens genannt.

## Geographie
Pellerey liegt etwa 23 Kilometer nordwestlich von Dijon am Ignon. Umgeben wird Pellerey von Chanceaux im Westen und Norden, Lamargelle im Norden und Osten, Vaux-Saules im Südosten sowie Poncey-sur-l’Ignon im Süden und Westen.

## Bevölkerungsentwicklung
| Jahr                       | 1962 | 1968 | 1975 | 1982 | 1990 | 1999 | 2006 | 2013 | 2019 |
| Einwohner                  | 135  | 117  | 115  | 113  | 106  | 103  | 99   | 90   | 90   |
| Quellen: Cassini und INSEE |      |      |      |      |      |      |      |      |      |

## Sehenswürdigkeiten

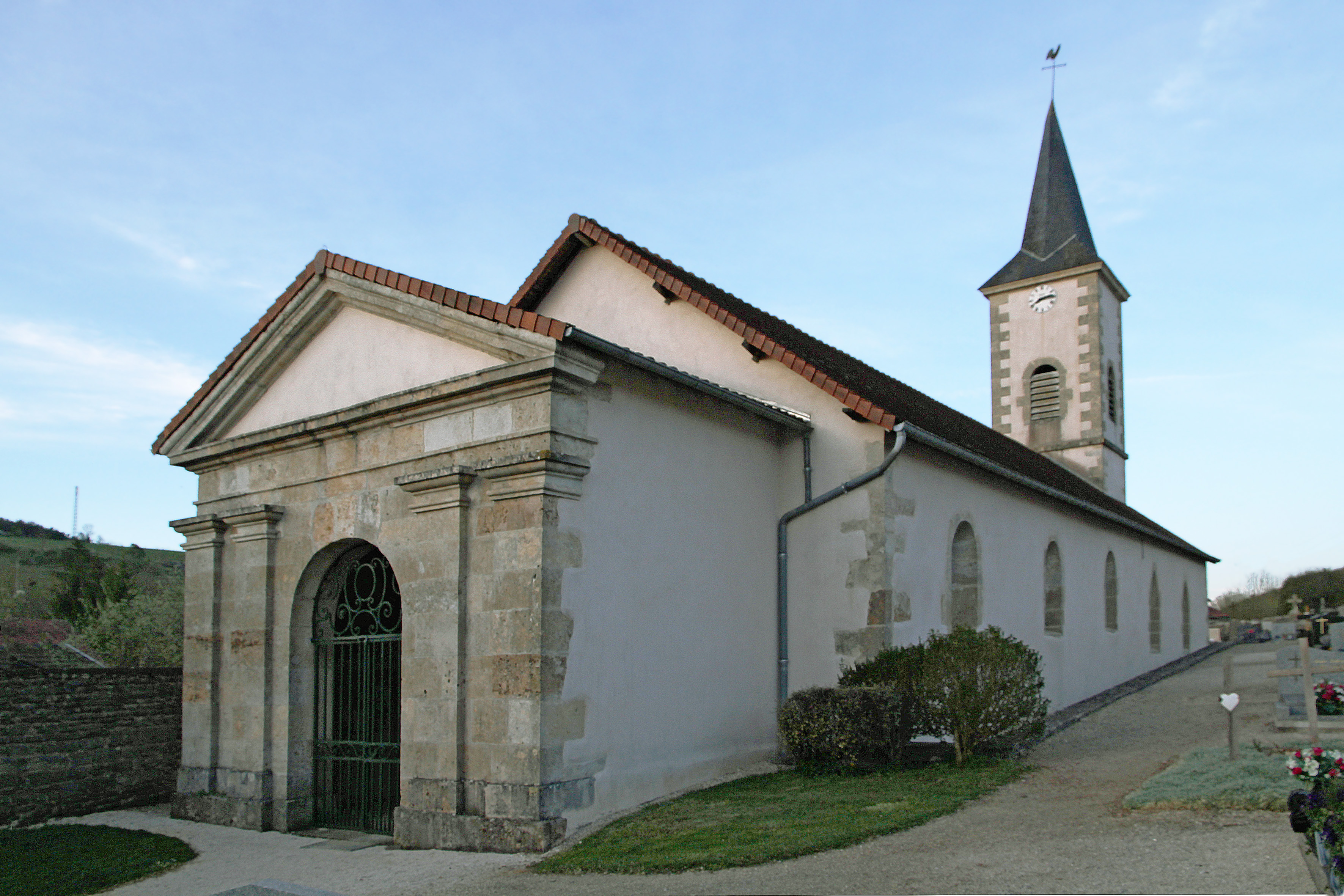
Kirche Saint-Pierre

- Kirche Saint-Pierre